# فرگشت پستانداران
فرگشت پستانداران دارای مراحل گوناگونی از نخستین پدیدار شدن نیاکان هم‌کمان آن‌ها در دوره کربونیفر پسین بوده‌است. دو گروهی از هم‌کمان‌ها که به پستانداران امروزین ختم شدند شامل گوه‌ای‌دندان‌ها و ددکمان‌ها هستند. در کهن‌ترین اشکال خود، پستانداران آغازین به صورت پیش‌ددانی تخم‌گذار بودند. تا تریاسه میانی، تعداد زیادی از گونه‌های ددکمان شکلی همچون پستانداران امروزین داشتند. خط فرگشتی که به پستانداران امروزین می‌رسد در ژوراسیک جدا شد؛ ددکمان‌های این دوره شامل Dryolestes بودند که رابطه نزدیک‌تری با جفت‌داران و کیسه‌داران داشتند تا تک‌سوراخیان داشت، و نیز Ambondro که به تک‌سوراخیان نزدیک‌تر بود. بعدها، خطوط فرگشتی هوددان و پس‌ددان از هم جدا شدند؛ هوددان ارتباط نزدیکی با جفت‌داران دارند، در حالی که پس‌ددان به کیسه‌داران نزدیک‌تر هستند. از آنجا که قدیمی‌ترین هودد شناخته شده، Juramaia، در ۱۶۰ میلیون سال پیش زندگی می‌کرد، به احتمال زیاد جدا شدن هوددان و پس‌ددان در همان دوران رخ داده است.
پس از آنکه رویداد انقراض کرتاسه-پالئوژن باعث ناپدید شدن دایناسورهای غیرپرنده شد و چندین گروه پستانداران، جفت‌داران، و کیسه‌داران در دوره پالئوژن و نئوژن به شکل‌ها جدید و کنام‌های زیستی مختلفی تقسیم شدند و تا پایان نئوژن، همه راسته‌های کنونی آن‌ها نمایان شده بودند.
پستانداران، تنها هم‌کمانان زنده هستند. خط فرگشتی هم‌کمان‌ها در دوره کربونیفز پسین، میان ۳۲۰ تا ۳۱۵ میلیون سال پیش، از خط خزنده‌چهرگان جدا شد. خزنده‌چهره‌های امروزین را پرندگان و خزندگان و همه دیگر جانورانی تشکیل می‌دهند که به ایشان نزدیک‌تر هستند تا پستانداران. این اما شامل خزندگان پستاندارشکل نمی‌شود که رابطه نزدیکتری با پستانداران دارند.
در طی دوره پرمین، هم‌کمانان شامل گوشت‌خواران حاکم بر زمین و چندین گیاه‌خوار مهم بود. در دوره تریاسه، اما، گروهی از خزنده‌چهره‌ها، شاه‌خزندگان، به مهره‌داران اصلی حاکم تبدیل شدند. پستاندارریختان در این دوره پدیدار شدند؛ توانایی‌های بویایی بالای آن‌ها، به همراه مغزی بزرگ، به آن‌ها کمک کرد تا در شب و به دور از خطر شاه‌خزنده‌های مهاجم به شکار بپردازند. زندگی در شب می‌توانسته عاملی مؤثر در تشکیل ویژگی‌هایی در پستانداران همچون اندوترمی و مو باشد. در پایان میانه‌زیستی، پس از آنکه دایناسورهای ددپا جای رایی‌خزندگان را به عنوان گوشتخواران حاکم گرفتند، پستانداران به کنام‌های زیستی خود پراکنده شدند. برای نمونه، بعضی آب‌زی شدند، بعضی به پرواز پرداختند، و بعضی حتی به تغذیه از دایناسورهای کوچک پرداختند.
بیشتر شواهد موجود از فرگشت پستانداران شامل سنگواره‌ها می‌شود. برای سالیان متوالی، سنگواره پستاندارهای میانه‌زیستی و نیاکان نزدیکشان بسیار نادر و شکننده بودند؛ اما در میانه دهه ۱۹۹۰، شواهد مهم جدیدی، به ویژه در چین، به دست آمدند. روش به نسبت جدید فیلوژنتیک مولکولی نیز به درک بهتر فرگشت این جانوران با تخمین زمان جداشدن‌های فرگشتی اصلی در گونه‌های امروزین کمک کرده‌است.
اگرچه وجود غده‌های شیری خصیصه مهمی از پستانداران امروزین است، دربارهٔ فرگشت شیردهی اطلاعات کمی در دست است چرا که بافت‌های نرم سینه‌ها در سنگواره‌ها موجود نیستند. بیشتر پژوهش‌ها دربارهٔ فرگشت پستانداران بر محور شکل دندان‌ها بوده‌است، اجزایی که سخت‌ترین بخش‌های بدن چهاراندامان به‌شمار می‌روند. دیگر مؤلفه‌های پژوهشی شامل بررسی فرگشت استخوان میانی گوش، پاهای ایستاده، کام ثانویه و استخوانی، خز، مو، و خون‌گرمی هستند.

## تبار پستانداران

### آب‌پرده‌داران
نخستین مهره‌داران خشکی آب‌پرده‌داران بودند که تخم‌هایشان دارای غشاهایی داخلی بود که به رویان در حال کامل شدن اجازه تنفس می‌داد، اما آب را در درون نگاه می‌داشت. چنین چیزی به آب‌پرده‌داران اجازه می‌داد تا تخم‌های خود را در خشکی بگذارند، در حالی که دوزیستان اغلب نیاز به گذاشتن تخم‌های خود در آب داشتند. نخستین آب‌پرده‌دارها در میانه کربونیفر از نیاکان خزنده‌ریخت خود برخواستند.
در فاصله چند میلیون سال، دو تبار مهم مشخص شدند: نیاکان پستانداران هم‌کمان، و خزنده‌چهره‌ها، که از دومی مارمولک‌ها و مارها و دایناسورها و پرندگان بیرون آمدند. قدیمی‌ترین سنگواره هم‌کمان‌ها و خزنده‌چهره‌ها (به ترتیب همچون آرکائوتیریس و هیلونوموس) به ۳۲۰ تا ۳۱۵ میلیون سال پیش می‌رسند. سخت است که با قاطعیت تعیین کرد چه هنگام هر یک از این دو فرگشت یافتند، چرا که سنگواره‌های مهره‌داران کربونیفر پسین بسیار نادر هستند و زمان حقیقی پدید آمدن هر یک از این دو می‌توانسته بسیار متقدم‌تر باشد.

### هم‌کمانان

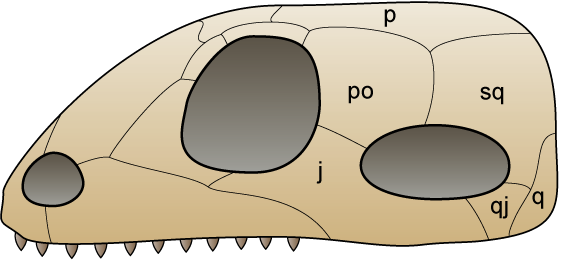
ساختار اصلی جمجمه هم‌کمانان دارای حفره‌ای در پشت هر چشم است که در موقعیتی کاملاً پایین در جمجمه قرار گرفته‌است (در این تصویر در سمت راست پایین).

مشخصه جمجمه هم‌کمانان دارا بودن حفره‌ای در پشت هر یک از چشمان است که کارکرد زیر را دارد:
باعث کم‌وزن‌تر شدن جمجمه می‌شود بدون آنکه توانایی آن را پایین آورد.
باعث ذخیره انرژی با کم کردن از وزن استخوان می‌شود.
احتمالاً نقاط اتصالی برای ماهیچه‌های آوراره فراهم می‌آورد. این نقاط اتصالی باعث پدید آمدن ماهیچه‌های طولانی‌تر و قدرتمندتر در آوراره، و در نتیجه گازهای قوی‌تر می‌شود.
پلیکوسور‌های هم‌کمان شامل بزرگترین مهره‌داران خشکی‌زی از دوره پرمین آغازین بودند. از جمله این‌ها، Cotylorhynchus hancocki بود که طولی برابر ۶ متر داشت. دواندازه‌دندان و آدافوسور نیز از دیگر نمونه‌های بزرگ‌جثه بودند.